# Eurovision Song Contest's Greatest Hits
Os Grandes Êxitos Eurovisão (ou Concerto dos 60 Anos do Festival Eurovisão da Canção, em inglês: Eurovision Song Contest's Greatest Hits) foi um concerto especial organizado pela União Europeia de Radiodifusão (EBU) e produzido pela British Broadcasting Corporation (BBC) para comemorar o 60º aniversário do Festival Eurovisão da Canção. O concerto teve lugar a 31 de março de 2015 no Eventim Apollo, em Hammersmith, Londres. Guy Freeman foi o produtor executivo e Geoff Posner, o diretor, ambos os quais ocuparam os mesmos cargos da última vez que a BBC sediou o Festival Eurovisão da Canção em 1998. Simon Proctor foi o produtor sénior e David Arch foi o diretor musical do concerto. Os bilhetes para o evento foram colocados à venda às 10 horas do dia 6 de fevereiro de 2015.
Graham Norton e Petra Mede foram os anfitriões do evento, que contou com quinze atuações de representantes em edições anteriores da Eurovisão. Durante o espetáculo, foram mostradas imagens de arquivo do Festival Eurovisão da Canção entre cada apresentação ao vivo. A canção participante do Reino Unido para o Festival Eurovisão da Canção 2015 foi interpretada no concerto, mas nunca transmitida na televisão.
Vários países confirmaram a transmissão, mas em diferido. A emissora anfitriã, a BBC, e a Raidió Teilifís Éireann (RTÉ), transmitiram o programa na sexta-feira dia 3 de abril de 2015 na BBC One e RTÉ 2, respetivamente, com a RTP1 a transmitir no domingo, dia 26 de abril. A emissora holandesa AVROTROS foi a primeira a anunciar a sua decisão de não transmitir o evento. Outros países também anunciaram a sua decisão de não transmitir, incluindo o Luxemburgo, que atuou no evento.

## Local

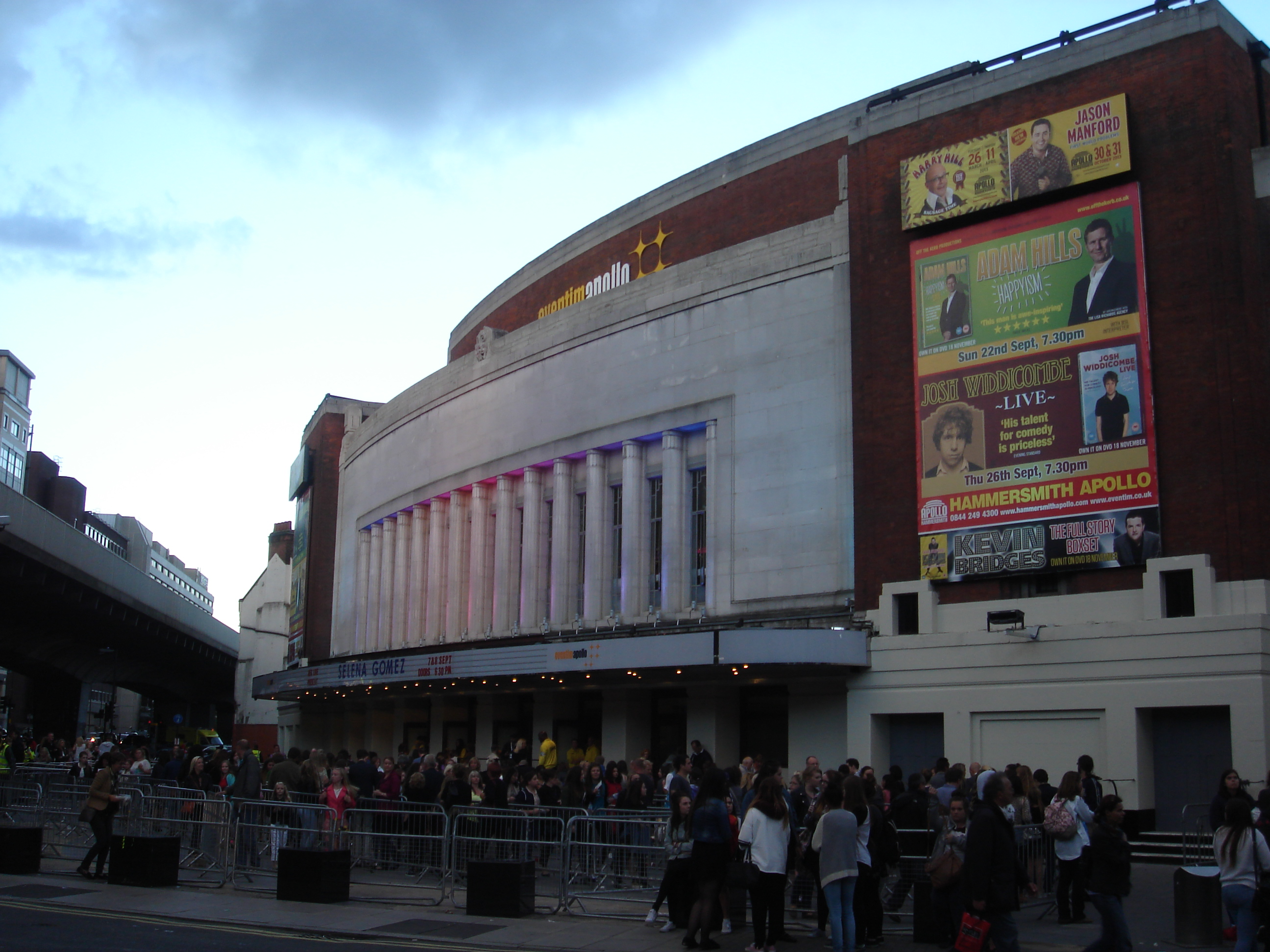
O Eventim Apollo, em Londres.

A confirmação foi revelada a 3 de fevereiro de 2015 que o concerto seria realizado no Eventim Apollo, em Hammersmith, Londres. A última vez que a capital do Reino Unido realizou qualquer evento da Eurovisão foi o Festival Eurovisão da Dança 2007.

## Organização
Foi anunciado a 22 de outubro de 2014, que a União Europeia de Radiodifusão (EBU) designou a emissora do Reino Unido, a BBC, para co-produzir um espetáculo especial de aniversário para celebrar os 60 anos do Festival Eurovisão da Canção, semelhante ao Congratulations: 50 Anos do Festival Eurovisão da Canção que teve lugar em 2005. Os detalhes relativos ao título do programa eram desconhecidos no momento em que o anúncio foi feito.
Mais tarde, a EBU emitiu a seguinte declaração sobre o 60º aniversário: "Há várias propostas empolgantes de emissoras associadas para celebrar o 60º aniversário além do concurso de maio, que está atualmente em fase final de avaliação. A decisão é esperada em breve, fique ligado!". Edgar Böhm, produtor executivo do Festival Eurovisão da Canção 2015, disse numa entrevista que a BBC foi escolhida para sediar o espetáculo. Guy Freeman foi nomeado produtor executivo do evento, assistido pelo produtor sénior Simon Proctor, com o roteiro co-escrito por Edward af Sillén, Daniel Réhn e Christine Rose, enquanto o diretor foi Geoff Posner.
Os bilhetes para o concerto foram colocados à venda a partir das 10h15 (horário de Greenwich) na sexta-feira, 6 de fevereiro de 2015, no site Eurovision.tv e no site oficial do Festival Eurovisão da Canção da BBC.
A 3 de fevereiro de 2015, foi anunciado que Graham Norton e Petra Mede seriam os co-anfitriões do concerto. Graham Norton, foi co-apresentador do Festival Eurovisão da Dança de 2007 e 2008 é também o atual comentarista da Eurovision para o Reino Unido., e Petra Mede foi  apresentadora do Melodifestivalen 2009 (final nacional sueca), apresentadora do Festival Eurovisão da Canção 2013 e futura co-apresentadora do Festival Eurovisão da Canção 2016.

## Concerto

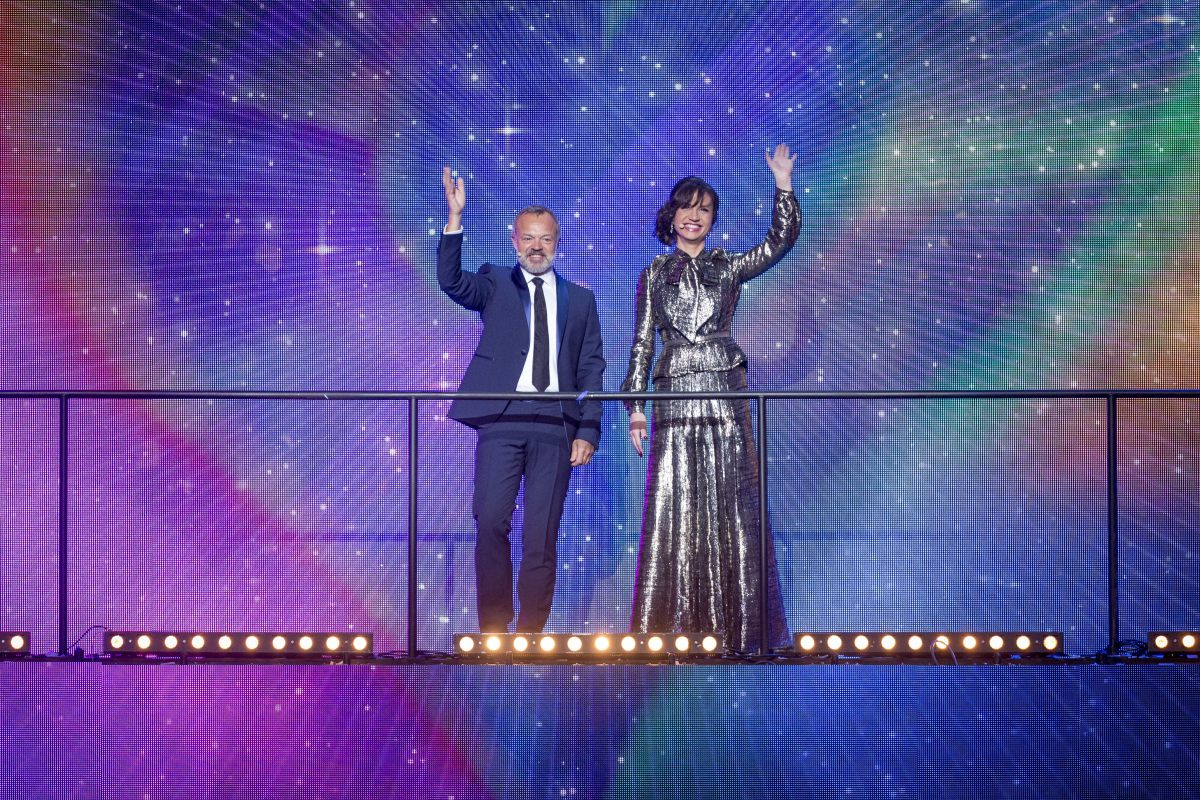
Graham Norton e Petra Mede, os apresentadores.

O concerto foi gravado ao vivo no dia 31 de março de 2015 no Eventim Apollo, em Londres, permitindo às emissoras participantes a liberdade de transmitir o programa numa data e canal que fosse conveniente para seus horários de transmissão.
O especial foi introduzido pela canção representante do Reino Unido desse ano, "Still in Love with You" dos Electro Velvet, que não foi mostrado na transmissão televisiva, mas foi feita exclusivamente para os membros da audiência da própria sala de concertos e foi posteriormente publicada nas páginas de media social da BBC.
Quinze artistas, representando treze países, consistindo em alguns dos maiores êxitos da Eurovisão, participaram no evento de gala do 60º aniversário do Festival Eurovisão da Canção. A primeira vencedora do certame, em 1956, Lys Assia, apareceu na plateia como convidada de honra. Durante a transmissão, imagens de arquivo foram mostradas antes de cada participação, mostrando as imagens do concurso daquele ano em particular, terminando com a gravação do Festival Eurovisão da Canção para a participação que estava prestes a se apresentar no palco. Recapitulações de montagens da Eurovisão nos últimos sessenta anos também foram transmitidas entre as participações. As atuações foram as seguintes:
1. Teach-In – "Ding-a-dong": Países Baixos, 1975
2. Olivia Newton-John – "Long Live Love": Reino Unido, 1974
3. Céline Dion – "Ne partez pas sans moi": Suiça, 1988
4. Jedward – "Lipstick": Irlanda, 2011
5. ABBA – "Waterloo": Suécia, 1974
6. Serebro – "Song#1": Russia, 2007
7. Izhar Cohen & the Alphabeta – "A-Ba-Ni-Bi": Israel, 1978
8. Kathy Kirby – "I Belong": Reino Unido, 1965
9. Bucks Fizz – "Making Your Mind Up": Reino Unido, 1981
10. Sonia – "Better the Devil You Know": Reino Unido, 1993
11. Imaani – "Where Are You?": Reino Unido, 1998
12. Lynsey de Paul & Mike Moran – "Rock Bottom": Reino Unido, 1977
13. Michael Ball – "One Step Out of Time": Reino Unido, 1992
14. Cliff Richard – "Congratulations": Reino Unido, 1968
15. Sandie Shaw – "Puppet on a String": Reino Unido, 1967
16. Dana – "All Kinds of Everything": Irlanda, 1970

O intervalo foi preenchido pelos célebres Riverdance, confirmados para o concerto a 22 de março de 2015. O espetáculo teatral, consistindo principalmente em música tradicional irlandesa e dança, e contou com campeões irlandeses de dança Jean Butler e Michael Flatley, com uma peça composta por Bill Whelan, originou-se como uma atuação de intervalo durante o Festival Eurovisão da Canção 1994.
Quinze cantores da Eurovisão de treze países participaram no concerto de aniversário. Embora originalmente houvesse quatorze atuações confirmadas pela BBC, foi anunciado a 5 de março de 2015 que as Bobbysocks, vencedoras do Festival Eurovisão da Canção 1985 pela Noruega, se juntariam aumentando o total para quinze. Imagens de arquivo foram mostradas antes de cada atuação, mostrando imagens da edição em questão, terminando com as filmagens do certame para a atuação que estava prestes a ser apresentada no palco.
| #   | País        | Ano  | Idioma              | Artista            | Canção                          | Tradução                              |
| --- | ----------- | ---- | ------------------- | ------------------ | ------------------------------- | ------------------------------------- |
| 1º  | Dinamarca   | 2013 | Inglês              | Emmelie de Forest  | "Only Teardrops"                | Apenas lágrimas                       |
| 2º  | Luxemburgo  | 1973 | Francês             | Anne-Marie David   | "Tu te reconnaîtras"            | Tu te reconhecerás                    |
| 3º  | Suécia      | 1984 | Sueco               | Herreys            | "Diggi-Loo Diggi-Ley"           | Diggi-Loo Diggi-Ley                   |
| 4º  | Israel      | 1998 | Hebraico            | Dana International | "Diva" (דיווה)                  | Diva                                  |
| 5º  | Dinamarca   | 2000 | Inglês              | Olsen Brothers     | "Fly on the Wings of Love"      | Voa nas asas do amor                  |
| 6º  | Reino Unido | 1976 | Inglês              | Brotherhood of Man | "Save Your Kisses for Me"       | Guarda os teus beijos para mim        |
| 7º  | Espanha1    | 1968 | Castelhano          | Rosa López         | "La, la, la"2                   | Lá, lá, lá                            |
| 7º  | Espanha1    | 1969 | Castelhano          | Rosa López         | "Vivo cantando"3                | Vivo a cantar                         |
| 7º  | Espanha1    | 1973 | Castelhano          | Rosa López         | "Eres tú"4                      | És tu                                 |
| 7º  | Espanha1    | 2002 | Castelhano & Inglês | Rosa López         | "Europe's Living A Celebration" | A Europa está a viver uma comemoração |
| 8º  | Alemanha    | 1982 | Alemão              | Nicole             | "Ein bißchen Frieden"           | Um pouco de paz                       |
| 9º  | Finlândia   | 2006 | Inglês              | Lordi              | "Hard Rock Hallelujah"          | Aleluia Hard Rock                     |
| 10º | França      | 2001 | Francês & Inglês    | Natasha St-Pier    | "Je n'ai que mon âme"           | Só tenho a minha alma                 |
| 11º | Rússia1     | 2008 | Inglês              | Dima Bilan         | "Believe"                       | Acredita                              |
| 11º | Rússia1     | 2008 | Inglês              | Dima Bilan         | "Never Let You Go"              | Nunca te deixo ir                     |
| 12º | Noruega     | 1985 | Norueguês           | Bobbysocks         | "La det swinge"                 | Deixa dançar swing                    |
| 13º | Suécia      | 2012 | Inglês              | Loreen             | "Euphoria"                      | Euforia                               |
| 14º | Irlanda1    | 1980 | Inglês              | Johnny Logan       | "What's Another Year"           | Mais outro ano                        |
| 14º | Irlanda1    | 1992 | Inglês              | Johnny Logan       | "Why Me?"5                      | Porquê Eu?                            |
| 14º | Irlanda1    | 1987 | Inglês              | Johnny Logan       | "Hold Me Now"                   | Agarra-me agora                       |
| 15º | Áustria     | 2014 | Inglês              | Conchita Wurst     | "Rise Like a Phoenix"           | Surgir como uma fénix                 |

1.↑  Interpretado como um medley.
2.↑  Originalmente interpretado por Massiel.
3.↑  Originalmente interpretado por Salomé
4.↑  Originalmente interpretado pelos Mocedades.
5.↑  Originalmente interpretado por Linda Martin.
O especial foi encerrado por um medley de alguns dos maiores sucessos do Festival Eurovisão da Canção em inglês cantado por todos os artistas participantes, como uma reprise no encerramento, incluindo: Anne-Marie David a cantar a música vencedora de Israel no Festival Eurovisão da Canção 1979, "Hallelujah". O trio sueco Herreys cantou "Nel blu dipinto di blu", terceiro classificado em 1958. "Making Your Mind Up", de Bucks Fizz, os vencedores pelo Reino Unido em 1981, foi interpretado pelas Bobbysocks. A reprise foi concluída com Conchita Wurst e Dana International levando todos os artistas restantes (exceto Loreen) de volta ao palco para cantar a música vencedora do Festival Eurovisão da Canção 1974 dos ABBA, "Waterloo".

## Transmissão
Vários países confirmaram a transmissão, mas em diferido, permitindo às emissoras participantes a liberdade de transmitir o programa numa data e canal que fosse conveniente para seus horários de transmissão. Algumas emissoras - como a Áustria e a Suécia - gravaram conteúdo adicional e entrevistas em Londres para os seus telespectadores e estes foram usados como promoções para o programa principal.
| País        | Canal              | Comentador(es)                              | Dia da transmissão     | Refs          |
| ----------- | ------------------ | ------------------------------------------- | ---------------------- | ------------- |
| Irlanda     | RTÉ2               | Sem comentadores                            | 3 de abril de 2015     |               |
| Reino Unido | BBC One            | Sem comentadores                            | 3 de abril de 2015     |               |
| Bélgica     | Één                | Peter Van de Veire                          | 4 de abril de 2015     | [ 23 ]        |
| Islândia    | RÚV                | Sem comentadores                            | 4 de abril de 2015     |               |
| Noruega     | NRK1               | Sem comentadores                            | 4 de abril de 2015     |               |
| Finlândia   | Yle Fem            | Sarah Dawn Finer & Christer Björkman        | 4 de abril de 2015     |               |
| Suécia      | SVT1 SVT World     | Sarah Dawn Finer & Christer Björkman        | 4 de abril de 2015     |               |
| Albânia     | RTSH               | Sem comentadores                            | 5 de abril de 2015     |               |
| Rússia      | Piervy Kanal       | Yury Aksyuta & Svetlana Zeynalova           | 5 de abril de 2015     |               |
| San Marino  | SMRTV              | Sem comentadores                            | 5 de abril de 2015     |               |
| Finlândia   | Yle TV2            | Sem comentadores, com legendas em finlandês | 11 de abril de 2015    |               |
| Israel      | IBA                | Sem comentadores                            | 11 de abril de 2015    |               |
| Bulgária    | BNT 1              | Sem comentadores                            | 13 de abril de 2015    |               |
| Bulgária    | BNT 2              | Sem comentadores                            | 19 de abril de 2015    |               |
| Letónia     | LTV1               | Aigars Rozenbergs                           | 25 de abril de 2015    | [ 24 ]        |
| Portugal    | RTP1               | Júlio Isidro                                | 26 de abril de 2015    | [ 1 ] [ 25 ]  |
| Eslovénia   | TV SLO 1           | Sem comentadores                            | 2 de maio de 2015      |               |
| Reino Unido | BBC Radio 2        | Graham Norton                               | 4 de maio de 2015      | [ 26 ]        |
| Bélgica     | La Une             | Jean-Louis Lahaye & Maureen Louys           | 12 de maio de 2015     |               |
| Dinamarca   | DR1                | Ole Tøpholm                                 | 16 de maio de 2015     |               |
| Alemanha    | NDR MDR            | Peter Urban                                 | 16 de maio de 2015     | [ 27 ] [ 28 ] |
| Grécia      | NERIT1 N HD        | Sem comentadores, com legendas em grego     | 16 de maio de 2015     |               |
| Roménia     | TVR1               | Sem comentadores                            | 16 de maio de 2015     | [ 29 ]        |
| Áustria     | ORF eins           | Andi Knoll                                  | 17 de maio de 2015     | [ 30 ]        |
| Suíça       | SRF zwei (parte 1) | Sven Epiney                                 | 19 de maio de 2015     |               |
| França      | France 2           | Virginie Guilhaume                          | 20 de maio de 2015     |               |
| Suíça       | SRF zwei (parte 2) | Sven Epiney                                 | 21 de maio de 2015     |               |
| Austrália   | SBS One            | Sem comentadores                            | 21 de maio de 2015     |               |
| Estónia     | ETV                | Sem comentadores                            | 22 de maio de 2015     |               |
| Alemanha    | EinsFestival       | Peter Urban                                 | 22 de maio de 2015     | [ 27 ] [ 28 ] |
| Sérvia      | RTS1               | Sem comentadores                            | 23 de maio de 2015     |               |
| Espanha     | La 1               | José María Íñigo & Julia Varela             | 23 de maio de 2015     | [ 31 ] [ 32 ] |
| Portugal    | RTP2               | Júlio Isidro                                | 25 de dezembro de 2015 | [ 33 ]        |

### Países que não transmitiram
A seguinte lista de países recusou-se a transmitir o programa: 
- Arménia (ARMTV)[34]
- Chéquia (ČT)[35]
- Luxemburgo (RTL)[36]
- Macedónia do Norte (MKRTV)[37]
- Países Baixos (AVROTROS)[38]
- Ucrânia (NTU)[39]

 A lista de países a seguir, não anunciou planos sobre a transmissão do programa. 
- Andorra
- Azerbaijão
- Bielorrússia
- Bósnia e Herzegovina
- Croácia
- Chipre
- Eslováquia
- Geórgia
- Hungria
- Itália
- Lituânia
- Malta
- Moldávia
- Mónaco
- Montenegro
- Marrocos
- Polónia
- Turquia